# Al-Asrun
Al-Asrun (arab. الأثرون, Al-Athrūn) – miasto w północno-wschodniej Libii, w gminie Darna, u wybrzeży Morza Śródziemnego, w odległości 40 km na wschód od Cyreny.
Nazwa pochodzi od greckiego słowa erythros (czerwony), ze względu na kolor lokalnej gleby. W mieście odkryto ruiny bizantyjskiego kościoła, zdobionego biało-niebieskim marmurem, pochodzącym z tureckiej wyspy Marmara (w czasach starożytnych wyspa nosiła nazwę Proconnesus).